# 국제노동조합총연맹

국제 노동조합 총연맹(國際勞動組合總聯盟,영어: International Trade Union Confederation, ITUC), (프랑스어: Confédération syndicale internationale:, CSI ) 혹은 국제노총은 세계 최대 노동조합 단체로, 2006년 11월 1일 국제 자유 노동조합 연합(ICFTU)과 세계 노동 연맹(WCL)을 합병하여 결성되었다.
본부는 벨기에 브뤼셀에 소재해 있고 전 세계 국가별 노동조합 305개, 노동자 1억 7,500만명이 151개국에서 가입되어 있다.

## 결성
전 세계 노동자들의 권익을 대변하는 가장 큰 노동조합 단위로 2006년 11월 1일 ~ 3일간 오스트리아 빈에서 총회로 결성되었다.

## 목적
주요 국제 기구 내에서 조직적 활동과 지지를 통한, 범 세계적인 노동조합의 국제적 단결로, 노동자 권리와 이익을 지키고 지위를 높이는 것을 첫 번째 목표로 한다.
연합의 결성에 따른 정책 틀의 주된 활동 범위는 다음과 같다.
- 노동조합과 인권
- 경제, 사회와 일터
- 평등과 차별금지
- 국제 연대

## 구성
연합은 노동조합의 민주와 독립 원칙을 지키며, 4년 마다 열리는 총회와 이사회, 집행부의 결정에 따른다. 이사회 회장은 사무총장 새런 버로, 사무장은 자프 웨넌이다.
지역 기구로는 아시아 태평양 지역 기구(ITUC-AP), 아프리카 지역 기구(ITUC-AF), 미주 지역 기구(TUCA)가 있다. 유럽 노동조합 연합과 2007년 결성된 범유럽 지역 협의회와 긴밀하게 협동한다.
세계 노동조합 협의체와 OCED 노동조합 자문위원회와도 세계 노동조합 위원회를 통해 긴밀하게 협조하고, 국제 노동 기구 등 유엔 산하 특별 기구들과도 협력하고 있다.

## 최근 주제
- 아동노동과 아동 강제노동
- 기후 위기
- 개발 협력
- 가정 노동자
- 세계 경제
- HIV/AIDS
- 인권과 노동조합의 권리
- 이민
- 여성
- 미성년자

## 같이 보기
- 세계노련
- 민주노총
- 한국노총